# Игбо (народ)
И́гбо (или и́бо, игбо Ńdị́ Ìgbò; самоназвание — «лесные жители») — народ в юго-восточной Нигерии. Численность свыше 35 млн чел. Говорят на языке игбо, принадлежащем к бенуэ-конголезской семье языков нигеро-конголезской макросемьи. Сегодня большинство из них говорит на английском наряду с игбо (результат британского колониализма).

## История
В 1970-х годах на основании языковых и культурных данных был сделан вывод, что регион в окрестностях городов Оверри, Аука, Уди, Орлу является центром формирования данной народности.
Существует мнение, что предки игбо и большинства их соседей, принадлежащие к группе прото-ква, пришли из района африканских Великих озёр и Лунных гор в Восточной и Центральной Африке, через саванны, на месте которых сейчас господствует Сахара. Опустынивание вынудило людей мигрировать дальше на юг и на север к слиянию Нигера и Бенуэ, где развилась культура Нок.
Группы людей Ква мигрировали к югу от этого слияния. Из них вышли народы йгала, йдома, йоруба и игбо. Ква-люди расселились в северной части Центральной возвышенности (Нсукка-Аука-Орлу) около 5000 лет до н. э..
Игбо являются одной из крупнейших и наиболее влиятельных этнических групп в Нигерии. В связи с последствиями миграции и трансатлантической работорговли потомки этнических групп игбо осели в таких странах, как Камерун и Экваториальная Гвинея, а также за пределами Африки. Их точное число за пределами Африки неизвестно, но сегодня многие афроамериканцы и люди афро-карибского происхождения ведут свой род от игбо. В сельской местности игбо в основном — фермеры. Наиболее важной клубневой культурой в африканских местах проживания игбо является ямс; празднования в честь сбора урожая ямса проходят ежегодно. Другими незаменимыми сельскохозяйственными культурами являются маниока и таро.
До британской колонизации общество игбо было политически фрагментировано. Между частями их ареала существовали различия в культуре, например, в художественном стиле, одежде и религиозной практике. Независимыми политическими единицами были небольшие группы деревень, управлявшиеся старейшинами с участием всех взрослых жителей. Такая система управления была засвидетельствована португальцами в XV веке. Существовало не так много централизованных союзов племён, наследственной аристократии, монархии; исключения составляли королевство Нри и города-государства Агбор, Онитша и Арочукву. Королевство Нри было теократией, древнейшие захоронения его правителей датируются IX—X веками. Эта политическая система значительно изменилась после прихода британских колонизаторов в XIX веке; власть короля (Эз) была введена в большинство местных племён. Чинуа Ачебе написал книгу «Разные вещи», в которой описал культуру и изменения в обычаях в колониальный период.
С XVIII века дельта реки Нигер, где жили игбо, была активно вовлечена в трансатлантическую работорговлю. Долгое время у народа игбо работорговля влияла на все стороны жизни. Работорговое сообщество Аро создало торговые посты во всех деревнях и городах региона, а его жрецы во главе с оракулом  Ибини Укпаби, поклонявшиеся верховному богу Чукву, распространили свою религию на весь Игболенд. Абам, военная конфедерация нескольких общин, поставляла для Аро наемные вооруженные отряды охотников за рабами. Ранее деревни игбо взаимодействовали только в войнах и на расчистках земли от леса, но общество Аро связало своими коммерческими сетями весь Игболенд. Игбо получали от европейцев за рабов железные орудия, и с их помощью они расчищали девственные леса для выращивания новых сельскохозяйственных растений. Вместе с ростом работорговли увеличивались производство и экспорт ямса и пальмового масла, так как ямсом и пальмовым маслом кормили рабов при перевозке через океан. Впоследствии пальмовым маслом заинтересовались британские торговцы, так как оно использовалось для производства свечей, мыла, маргарина, смазочных материалов. К 1840 году экспорт пальмового масла из Игболенда сравнялся по важности с вывозом рабов, который прекратился в 1854 году. Крупнейшим центром производства пальмового масла стал Опобо. Рабов теперь не продавали за океан, а использовали в производстве пальмового масла и его перевозке.
В 1901—1902 годах племена народности игбо вели войну с Британской империей.
К середине XX века у игбо развилось сильное чувство национальной идентичности.
Игбо составляли этническую основу самопровозглашённого государства Биафра в период Гражданской войны в Нигерии (6 июля 1967 — 15 января 1970). С поражением игбо Республика Биафра была абсорбирована Нигерией. Некоторые организации продолжают ненасильственную борьбу за создание независимого государства игбо.
Среди представителей народа игбо — многие известные политические деятели Нигерии, а также британский писатель, моряк и борец за отмену работорговли Олаудах Экиано.

## Идентичность
Народ игбо состоял из сильно разобщённых и политически независимых друг от друга общин. До знакомства с европейцами и установления тесных контактов с соседними этническими группами игбо не имели чёткой самоидентификации в качестве отдельного народа.
Основываясь на прочтении «Интересного рассказа о жизни Эквиано Олауда, или Густава Вазы, африканца», историк Александр Х. Берд утверждает, что этническая идентичность игбо имеет свои корни в рабстве, игбо продавали в так называемых «зонах ожидания» и из прибрежных городов Западной Африки. Подобно большинству этнических групп, британцы и другие европейцы рассматривали игбо как племя. Однако нигерийский писатель, поэт и литературный критик, игбо по национальности, Чинуа Ачебе наряду с другими исследователями выступил против такого определения ввиду его негативных коннотаций и возможного неправильного понимания. Он предложил считать игбо нацией, подобно американским чероки или японцам, хотя игбо и не имеют собственного признанного государства.

## Этнографические группы
Игбо подразделяются на северные, или онича: абаджа, элугу, нри аука; южные, или оверри: икверри, исома, оратта; западные: ика, огба, экпейе, эгбема; восточные: аро, ада, афикпо (более 35 000 человек) и северо-восточные (огу уку, изи, икво-мгбо) этнографические группы.

## Язык
Говорят на языке игбо вольта-нигерской семьи. Наиболее распространённые диалекты онича и оверри. На основе онича развивается литературный язык — «стандартный игбо», существует также «объединённый игбо», созданный в 1915 миссионерами на базе диалектов онича, оверри, бонни, ингвана и арочуку. Многие другие диалекты обладают собственной письменной традицией. Письменность на латинской графической основе.

## Традиционные занятия
Основное занятие игбо — ручное переложное земледелие (ямс, маниок, кукуруза, овощи и др., в районах Онича и Оверри также рис). Основные орудия — мотыга и ножи нескольких видов. В южных районах главной культурой является масличная пальма (экспортное масло в основном вывозится из района Оверри). Развита заготовка древесины, наиболее ценные её породы идут на экспорт. Игбо занимаются также рыболовством, торговлей, сбором дикорастущих плодов хлебного и других деревьев, ягод, лекарственных трав и растений. Скотоводством занимаются мало, так как большие районы заражены мухой цеце. Крупный рогатый скот очень ценится и имеет главным образом ритуальное значение. Развиты ремёсла: кузнечное, гончарное, ткацкое, плетение, деревообработка, резьба по дереву. У нриаука кузнечным ремеслом занимается большинство мужского населения. У игбо широко развито отходничество.
Из-за нехватки земельных ресурсов многие игбо были вынуждены специализироваться на профессиях, не связанных с сельским хозяйством, и мигрировали в чужие края. 

## Предпринимательская культура
В колониальный период, когда в Нигерии сформировался своеобразный средний класс (квалифицированные рабочие и служащие, европеизированные торговцы), то в нём доминировали именно игбо. В наше время среди игбо есть представители крупного легального и нелегального бизнеса с развитыми международными связями. Игбо, наряду с йоруба, внесли основной вклад в формирование нигерийской диаспоры в странах Европы и Северной Америки.. Согласно взглядам игбо, достойная жизнь должна влечь за собой накопление земных богатств, а тот, кто умирает бедным, не имеет права на место среди предков. Детям часто дают имена, предсказывающие процветание: Ифеадиго (богатство доступно), Убака (больше богатства) и Убанози (богатство заняло свое надлежащее место). При этом богатство, полученное обманным путем, воспринимается игбо, как недостойное. У игбо существует система, при которой проработав у своего наставника определенное время, обычно семь лет, подопечный получает капитал для открытия собственного дела.

## Традиционное поселение
Традиционное поселение состоит из большого числа домохозяйств, отстоящих (иногда довольно далеко) друг от друга. Домохозяйства объединяются в крупные населенные пункты до 8 тыс. жителей. В некоторых районах с высокой плотностью населения поселения тянутся на многие километры. Домохозяйство состоит из нескольких хижин и окружено глиняным забором. Количество хижин зависит от числа членов семьи и состоятельности хозяина.

## Традиционное жилище
Существует несколько типов жилищ. Традиционное жилище прямоугольное или круглое в плане. Стены сооружаются из жердей, которые обмазываются глиной. Крыши покрываются травой, пальмовыми листьями, рифлёным железом. В северных районах жилища глинобитные. У западных игбо и в районе Онича — прямоугольные в плане, стены из глины, крыша двускатная или четырёхскатная, крытая травой или пальмовыми листьями. В районе Огоджи жилище квадратное или круглое в плане, с конусообразной, крытой травой крышей. Стены строят либо из жердей, которые затем обмазывают глиной, либо только из глины. В некоторых районах наружные стены жилища украшаются орнаментом в виде мозаики из осколков тарелок, ракушек и т. д. Распространяется новый тип жилища — прямоугольный в плане дом с окнами и дверями. Традиционный тип — однокамерная нерасчленённая постройка — уступает место многокамерным. На участке имеются хозяйственные постройки, хранилища для продуктов.

## Традиционная одежда
Традиционная одежда: у мужчин — поверх рубахи широкая просторная накидка, женщины носят кофты, а юбкой служит кусок материи вокруг бёдер. Распространена также европейская одежда, особенно в городах.

## Традиционная пища
Основная пища растительная — ямс, маниок, кукуруза (каши, похлёбки), различные овощи. Едят также рыбу. Для приготовления пищи используют масло масличной пальмы, острые приправы.

## Культура
У игбо сохраняются многие фольклорные праздники и практически все жанры устного народного творчества. Прикладное искусство представлено разнообразными масками (абстрактными, антропоморфными, янусовидными масками-шлемами), тотемными столбами икенг, глиняной и деревянной скульптурой.
Ежегодно проводится спонсируемый государством фестиваль-маскарад Мманву.

## Религия
Благодаря деятельности миссионеров в XIX веке игбо обратились в христианство. Определенную роль продолжают играть традиционные верования. Известны тайные общества: Ммво (Мво), Экпе. Общество Экумеку в 1898—1911 годах оказывало сопротивление установлению британского колониального управления в регионе.
Евреи-игбо — небольшая часть игбо, претендующая на еврейские корни и исповедующая иудаизм. Евреи игбо считают себя потомками североафриканских (возможно, египетских) евреев, переселившихся на запад Африки. Предания евреев игбо гласят, что это переселение произошло около 1500 лет назад.
Другой вариант предания отождествляет евреев Игбо с потомками трёх из колен Израилевых — Гада, Завулона и Манассии.
Община евреев Игбо поддерживает контакты с еврейскими организациями в других странах (в том числе в США и Израиле) и получает от них материальную поддержку.
Многие игбо придерживаются традиционных верований и культов. Главным духом считается Чуку («Великий дух»), его дети — Аньяху (дух солнца), Ива (дух неба), Але (дух земли). Широко распространены культы предков (ндичие), воды, духа плодородия (Аджоку), а также магия, колдовство и ведовство, знахарство.
Практикуются шрамирование, мужское и женское обрезание. Близнецов в прошлом боялись и умерщвляли.
Игбо — глубоко религиозные люди, которые верят в доброжелательного Творца, обычно называемого Chukwu (Chiukwu, Chineke, Obasi di n’elu и т. д.) который создал видимую вселенную (uwa). Его именуют Chi-Ukwu (Большой Бог Chukwu), Chukwuka (Высший Бог), Onyekachukwu (Кто Больше Чем Бог), Ifeanyichukwu (Ничто Не Вне Власти Бога), Chukwunweike (В Боге Вся Сила).
Бог олицетворяет два главных принципа:
1. Принцип Творения (Chi-Okike; Chineke)
2. Принцип Абсолюта (Chi-Ukwu; Chiukwu).

Космогоническое предание Игбо говорит, что происхождение людей началось в Игболенде, когда Бог (Chukwu) сотворил первых людей Eri и его жену Nnamaku и послал их на землю (в Aguleri). От этих людей произошли первые кланы Игбо — Umueri и Umunri. Как гласит Предание Игбо, Бог некогда был близок к людям, но затем вознесся на небо, так как женщина имела обыкновение тыкать своим пестиком в небо при измельчении её foofoo поздно ночью и это волнение вынудило Бога отдалиться. Поэтому возникли такие выражения Игбо, как: Mmadu bu chukwu a na afu anya n’uwa (Человек — Бог в мире) и Madu bu chi ibe ya (Человек — Бог другому человеку). Оба выражения подразумевают, что люди также могут иметь большую жизненную роль, влияя на судьбы других.
- Anyanwu — Дух Солнца
- Igwekaala — Дух Неба
- Amadioha/Kamalu — Дух Грома и Молнии
- Ahiajoku — Дух Сельского Хозяйства
- Ikenga — Дух Благосостояния и Индустрии
- Agwunsi — Дух Предсказаний и Исцелений
- Imo miri — Дух Реки. Игбо полагают, что большая река имеет духовный аспект и запрещают ловить рыбу в обожествленных реках.
- Mbatuku- Дух Богатства
- Agwo — Дух, завидующий чужому богатству, всегда в потребности слуг
- Aha njuku или Ifejioku — Дух Ямса
- Ikoro — Дух Барабана
- Ekwu — Дух Очага

Особое положение среди игбо занимают «осу» — потомки «рабов святилища». Ими в свое время становились люди, которые прятались в святилищах и обращались за помощью к их жрецам. До сих пор у игбо нельзя заключать браки с «осу».

## Мировоззрение
Игбо религиозны, прозелитизм отсутствует. Религия не организованна и не централизованна.
Космос в традиционной религии игбо состоит из 4 составных частей: «Okike» (Творение), «Alusi» (Сверхъестественные Существа), «Mmuo» (Дух) и «Uwa» (Мир). Uwa делится на «Igwe» (Небо) и «Ala» (Землю), где живут «Mmadu» (люди).
Многие женщины-игбо носят имена, ассоциированные с понятием чи (жизненная сила).

## Факты
- Игбо никогда не имели централизованного руководства, хотя часть игбо входила в состав древнего королевства Нри на территории Нигерии.
- Народ игбо был одной из наиболее многочисленных этнических групп, порабощённых в результате трансатлантической работорговли.
- Многие люди афро-карибского происхождения и афроамериканцы могут проследить свою родословную до народа игбо.
- Река Нигер протекает через Игболенд.